# Les Zintrus
Pour plus de détails, voir Fiche technique et Distribution.
Les Zintrus ou Des Extraterrestres dans le grenier au Québec (titre original : Aliens in the Attic) est un film américano-canadien de comédie de science-fiction réalisé par John Schultz, sorti en 2009.

## Synopsis
Les Pearson se préparent à passer les vacances de leur vie dans le Maine où ils ont loué une maison. Mais ils découvrent qu'ils n’en sont pas les seuls occupants, puisqu'un gentil extraterrestre a déjà pris possession des lieux. Ses amis, en revanche, sont moins sympathiques et s’apprêtent à investir la maison. Les enfants se préparent à défendre chèrement leur territoire sachant que s’ils échouent, les extraterrestres les enverront dans l'espace à bord d'une sonde et détruiront la Terre.
Ashley Tisdale chante le générique de fin "Switch" qui figure sur son nouvel album sorti en 2009 : Guilty Pleasure.

## Fiche technique
- Titre français : Les zintrus
- Titre original : Aliens in the Attic
- Réalisation : John Schultz
- Scénario : Mark Burton et Adam F. Goldberg
- Musique : John Debney
- Photographie : Don Burgess
- Production : Barry Josephson, Marc S. Fischer, Joe Hartwick Jr., John R. Woodward
- Société de production : 20th Century Fox
- Distribution : Twentieth Century Fox
- Pays d'origine :  États-Unis /  Canada
- Langue : anglais
- Genre : Comédie, Science-fiction
- Budget : 45 millions $USD (budget de production)
- Dates de sortie :
  -  Kazakhstan,  Russie : 30 juillet 2009
  -  États-Unis : 31 juillet 2009
  -  France,  Belgique : 7 octobre 2009

### Box-office
- Nombre d'entrées en France : 106 712[1]
- Recettes USA : 25 200 412 $
- Recettes mondiales : 59 551 283 $[2]
- Ventes DVD : 747 678, soit 11 982 282 $[3]
- Recettes totales : 71 533 565 $

## Distribution
- Ashley Tisdale (VF : Céline Ronté et VQ : Stéfanie Dolan) : Bethany Pearson
- Robert Hoffman (VF : Rémi Bichet et VQ : Philippe Martin) : Ricky Dillman
- Carter Jenkins (VF : Maxime Nivet et VQ : Émile Mailhiot) : Tom Pearson
- Austin Butler (VF : Olivier Martret et VQ : Laurent-Christophe De Ruelle) : Jake Pearson
- Gillian Vigman (VF : Véronique Desmadryl et VQ : Élise Bertrand) : Nina Pearson
- Henri Young (VF : Lewis Weill et VQ : Léa Coupal-Soutière) : Art Pearson
- Regan Young (VF : Lewis Weill et VQ : Léa Coupal-Soutière) : Lee Pearson
- Tim Meadows (VF : Frantz Confiac et VQ : François L'Écuyer) : Doug Armstrong
- Ashley Boettcher (VF : Clara Quilichini et VQ : Noémie Charbonneau) : Hannah Pearson
- Kevin Nealon (VF : Bruno Dubernat et VQ : Pierre Auger) : Stuart Pearson
- Doris Roberts (VQ : Élizabeth Lesieur) : Nanny Rose

Les Extraterrestres
- J. K. Simmons (VF : Jean Barney et VQ : Bernard Fortin) est Skip : âgé de 478 ans (âge terrestre équivalent : 48 ans), Skip n'est peut être pas très grand mais c’est lui le chef, quand bien même les choses ne se déroulent pas comme il le souhaiterait. Ses coéquipiers sont une source d’irritation constante et il ne craint pas de les secouer, en particulier Sparks qui est petit mais futé. Il ne pense qu'à accomplir sa mission (s'emparer de la Terre) ce qui lui rend les choses difficiles quand la situation tourne mal.
- Thomas Haden Church (VF : Serge Biavan et VQ : Antoine Durand) est Tazer : âgé de 238 ans (âge terrestre équivalent : 24 ans), est le gorille de l'équipe d'extraterrestres. Il laisse les travaux intellectuels aux autres. Il est confiant, rapide et fonce occasionnellement tête baissée dans les murs, sans se rendre compte qu’il peut se faire mal. Malgré cela il représente une grosse menace de 75 cm pour ses opposants terriens.
- Kari Wahlgren (VF : Isabelle Leprince et VQ : Catherine Hamann) est Razor : âgée de 218 ans (âge terrestre équivalent : 23 ans), est une vraie locomotive à elle toute seule, un mélange impavide de muscles et d'intelligence. Elle déteste que les missions tournent mal, parce qu’elle sait qu’elle y arriverait mieux toute seule. Rien ne peut détourner son attention de la planète à conquérir et personne n’a intérêt à se mettre en travers de sa route.
- Josh Peck (VF : Emmanuel Garijo et VQ : Nicholas Savard L'Herbier) est Sparks : âgé de 204 ans (âge terrestre équivalent : 21 ans), Sparks, un passionné de sciences et de technologie, est le plus gentil mais le plus instable du groupe. Sparks aimerait être plus populaire auprès des autres membres de l'équipe mais peine à y parvenir parce que dans la culture Zirkon une personne intelligente, attentionnée et pacifique est considérée comme déviante[4].

## Production
Le scénario a été écrit par Mark Burton et Adam F. Goldberg. Bien que distribué par Fox, le film est cofinancé par les sociétés Fox et Regency, Marc Resteghini représentant la première et Kara Francis Smith la seconde. Le tournage s'est terminé à  Auckland en Nouvelle-Zélande.

## Source de la traduction
- (en) Cet article est partiellement ou en totalité issu de l’article de Wikipédia en anglais intitulé « Aliens in the Attic » (voir la liste des auteurs).